# Контрфактическая история
Контрфактическая история (также контрфактуальная история, виртуальная (мнимая) история) — это разновидность историографии, которая пытается ответить на вопрос «Что, если?» вопросы, возникающие из контрфактических условий.
Как метод интеллектуального исследования, контрфактическая история исследует историю и исторические события путем экстраполяции временной шкалы, в которой ключевые исторические события либо не происходили, либо имели результат, отличный от фактического исторического результата. Контрфактическая история стремится «строить предположения о том, чего не произошло или что могло произойти, чтобы понять, что произошло».  Она породила литературный жанр, который по-разному называют альтернативной историей, спекулятивной историей, аллоисторией и гипотетической историей.

## Разработка
Одна из ранних контрфактических исторических книг - «Если бы это произошло иначе» (1931), в которой представлена работа Уинстона Черчилля «Если бы Ли не выиграл битву при Геттисберге» о вымышленной победе Конфедеративных Штатов в битве при Геттисберге (1863).
Как текст противоречащих фактам историй, написанных историками, «Если бы это случилось иначе» содержит элементы альтернативной истории — вымышленные реинтерпретации исторических событий, потому что тон повествования имеет тенденцию к авторской прихоти и не предлагает ни исторического анализа, ни логики, лежащей в основе такого «Что, если?» сценария.
В книге «Железные дороги и экономический рост Америки: очерки эконометрической истории» Роберт Фогель применил количественные методы, чтобы представить себе экономику США 1890 года, если бы не было железных дорог.
Согласно ему, в отсутствие железной дороги в США великая система каналов была бы расширена, а дороги были бы заасфальтированы и превращены в надежную транспортную систему; оба улучшения уменьшили бы социальное и экономическое значение железной дороги, потому что «уровень дохода на душу населения, достигнутый к 1 января 1890 года, был бы достигнут к 31 марта 1890 года, если бы железные дороги никогда не были изобретены».
Было сделано несколько попыток привнести контрфактическую историю в академический мир предпринимались до 1991 года, когда кембриджский социолог Джеффри Хоторн опубликовал книгу «Правдоподобные миры: возможность и понимание в истории и социальных науках», которая тщательно исследовала три различных контрфактических сценария.
Эта работа помогла вдохновить «Мнимую историю: альтернативы и контрфактуалы» (1997), сборник эссе, исследующих различные сценарии ряда историков, под редакцией историка Нила Фергюсона . Фергюсон стал активным сторонником контрфактической истории, используя контрфактические сценарии, чтобы проиллюстрировать свои возражения против детерминистских теорий истории, таких как марксизм, и выдвинуть аргументы в пользу важности случайности в истории, предполагая, что несколько ключевых изменений могут привести к существенно отличающемуся современному миру.
В серии книг «Что, если?» под редакцией Роберта Коули представлены десятки эссе историков и выдающихся писателей о том, «как небольшой поворот судьбы в решающий момент мог изменить саму анналы времени».
Некоторые ученые утверждают, что контрфактуальность — это не столько вопрос того, что произошло в прошлом, сколько разногласия по поводу того, какие прошлые события были наиболее значимыми. Например, Уильям Томпсон использует последовательность контрфактуальностей для восьми ведущих экономик, которые стимулировали процессы глобализации на протяжении почти тысячи лет. Он рассматривал различные примеры: от династии Сун в Китае до Генуи, Венеции, Португалии, Нидерландов, Великобритании и США, утверждая, что каждая экономика играла необычайно важную роль в создании структуры лидерства, которая со временем становилась все более глобальной по своим масштабам.

## Отличия от альтернативной истории
Контрфактическая история не является ни историческим ревизионизмом, ни альтернативной историей.
Контрфактическая история отличается своим интересом к самому инциденту, который отрицается контрфактуальностью, таким образом стремясь оценить относительную историческую важность события. Историки приводят аргументы в пользу последующих изменений в истории, описывая каждое только в общих чертах, поскольку основное внимание уделяется важности и влиянию отрицаемого события.
С другой стороны, автора альтернативной истории интересуют именно гипотетические сценарии, вытекающие из отрицаемого инцидента или события. Таким образом, писатель-фантаст волен изобретать совершенно конкретные события и персонажей воображаемой истории.
Примером контрфактуального вопроса будет: «Что, если нападение на Перл Харбор не случилось бы?», в то время, как писатель альтернативной историки сосредоточился бы на потенциальных событиях, вытекающих из этого.
Граница между альтернативной и контрфактической историей иногда размыта, поскольку историки могут изобретать более подробные временные рамки в качестве иллюстрации своих представлений о типах изменений, которые могли произойти. Но обычно ясно, какие общие типы последствий, по мнению автора, разумно предположить, что могли произойти, а какие конкретные детали включены в воображаемую временную шкалу только в иллюстративных целях.
Граница еще больше была размыта такими писателями, как Ким Стэнли Робинсон, в чьем романе альтернативной истории «Годы риса и соли» есть персонаж, говорящий об использовании историками контрфактических утверждений в альтернативной истории романа. Он назвал это «бесполезным занятием».

## Критика
Большинство историков считают контрфактическую историю, возможно, занимательной, но не соответствующей стандартам основных исторических исследований из-за ее спекулятивного характера. Сторонники контрфактической истории часто отвечают, что все утверждения о причинно-следственной связи в истории содержат неявные контрфактические утверждения — например, утверждение о том, что определенное военное решение помогло стране выиграть войну, предполагает, что, если бы это решение не было принято, вероятность победы в войне была бы меньшей или была бы более продолжительной.
Поскольку контрфактическая история возникла достаточно недавно, серьезная, систематическую критику ее использования и методологий еще предстоит написать, поскольку сама контрфактическая история все еще разрабатывает свои методы и рамки.
Авиезер Такер высказал ряд критических замечаний по поводу такого подхода к изучению прошлого как в своем обзоре «Мнимой истории в истории и теории» Фергюсона так и в своей книге «Наше знание прошлого: философия историографии»  как и Ричард Джон Эванс в своей книге «Измененное прошлое».